# Witold Bednorz
Witold Marek Bednorz (ur. 11 lutego 1978 w Tychach) – polski matematyk, doktor habilitowany nauk matematycznych. Specjalizuje się w rachunku prawdopodobieństwa. Adiunkt w Instytucie Matematyki Wydziału Matematyki, Informatyki i Mechaniki Uniwersytetu Warszawskiego (Zakład Teorii Prawdopodobieństwa). 

## Życiorys
Studia matematyczne ukończył na Uniwersytecie Warszawskim, gdzie następnie został zatrudniony i zdobywał kolejne awanse akademickie. Stopień doktorski uzyskał w 2005 na podstawie pracy pt. Badanie ograniczoności procesów stochastycznych przy pomocy miar majoryzujących, przygotowanej pod kierunkiem prof. Stanisława Kwapienia. Staż podoktorski odbył na University College London w 2007. Habilitował się w 2013 na podstawie oceny dorobku naukowego i rozprawy pt. Górne i dolne ograniczenia dla procesów stochastycznych. Członek Polskiego Towarzystwa Matematycznego.
Swoje prace publikował w takich czasopismach jak m.in. „Physical Review A”, „Colloquium Mathematicum”, „Bernoulli”, „Journal of the American Statistical Association” oraz „Annals of Mathematics”.